# Theridion albolineolatum
Theridion albolineolatum là một loài nhện trong họ Theridiidae.
Loài này thuộc chi Theridion. Theridion albolineolatum được Lodovico di Caporiacco miêu tả năm 1940.